# Onthophagus sexdentatus
Onthophagus sexdentatus är en skalbaggsart som beskrevs av Antoine Boucomont 1919. Onthophagus sexdentatus ingår i släktet Onthophagus och familjen bladhorningar. Inga underarter finns listade i Catalogue of Life.